# Mike + The Mechanics
Mike & The Mechanics är ett engelskt rock- och popband som bildades 1985, som ett sidoprojekt av Mike Rutherford, vid sidan av Genesis. Sidoprojektet blev en succé med låtar som "Over My Shoulder", "Living Years" och "All I Need Is a Miracle".
Mike + The Mechanics bestod av Mike Rutherford (även medlem i gruppen Genesis), Paul Carrack (tidigare medlem i gruppen Ace, Squeeze och Roxy music), Peter Van Hooke (tidigare trummis i Van Morrisons band) och Adrien Lee. Tidigare var Paul Young medlem.
Efter ett uppehåll efter Youngs död av en hjärtattack den 15 juli 2000, blev bandet ombildat 2004 som "Mike + The Mechanics med Paul Carrack", och albumet Rewired utges.
Rutherford återförenade Mike + The Mechanics 2010 efter upplösningen 2004.
Ett nytt album, The Road, och "Hit the Road Tour 2011" presenterades i november 2010. Albumet släpptes i april 2011 med Tim Howar på sång, Andrew Roachford på sång och Wurlitzer, Luke Juby på keyboard, Gary Wallis på trummor och Anthony Drennan på gitarr och basgitarr. Turnén inkluderade uppträdanden i Storbritannien, Tyskland och flera andra europeiska städer.

## Diskografi

### Studioalbum
- 1985 Mike + The Mechanics
- 1988 The Living Years
- 1991 Word of Mouth
- 1995 Beggar on a Beach of Gold
- 1996 The Living Years
- 1999 Mike & The Mechanics
- 2004 Rewired som "Mike + The Mechanics featuring Paul Carrack"
- 2011 The Road
- 2017 Let Me Fly
- 2019 Out of the Blue

### Samlingsalbum
- 1996 Hits
- 2000 Favourites/The Very Best Of
- 2004 Rewired - The Latest + The Greatest
- 2014 The Singles 1985-2014

## Bandmedlemmar

### Nuvarande medlemmar
- Mike Rutherford – gitarr, basgitarr, bakgrundssång (1985–2004), 2010–)
- Gary Wallis – trummor (2010–; turnerande medlem 1995–2004)
- Andrew Roachford – sång, keyboard (2010–)
- Tim Howar – sång (2010–)
- Anthony Drennan – gitarr, basgitarr (2010–)
- Lukas Juby – keyboard, bakgrundssång, basgitarr, saxofon, flöjt (2010–)

### Tidigare medlemmar
- Paul Carrack – sång, keyboard, gitarr, låtskrivare (1985–2004)
- Paul Young – sång, slagverk (1985–2000; död 2000)
- Peter Van Hooke – trummor (1985–1995, 2004)
- Adrian Lee – keyboard (1985–1995)

### Turnerande medlemmar
- Ashley Mulford – gitarr, basgitarr (1986)
- Tim Renwick – gitarr, basgitarr, bakgrundssång (1989–1996)
- Jamie Moses – gitarr, basgitarr, bakgrundssång (1999-2004)
- Rupert Cobb – keyboard (2004)
- Owen Paul – bakgrundssång (2004)
- Abbie Osmon – bakgrundssång (2004)
- Ben Stone – trummor (2012)
- Phillipp Groysboeck – trummor (2016)